# Линеметатель

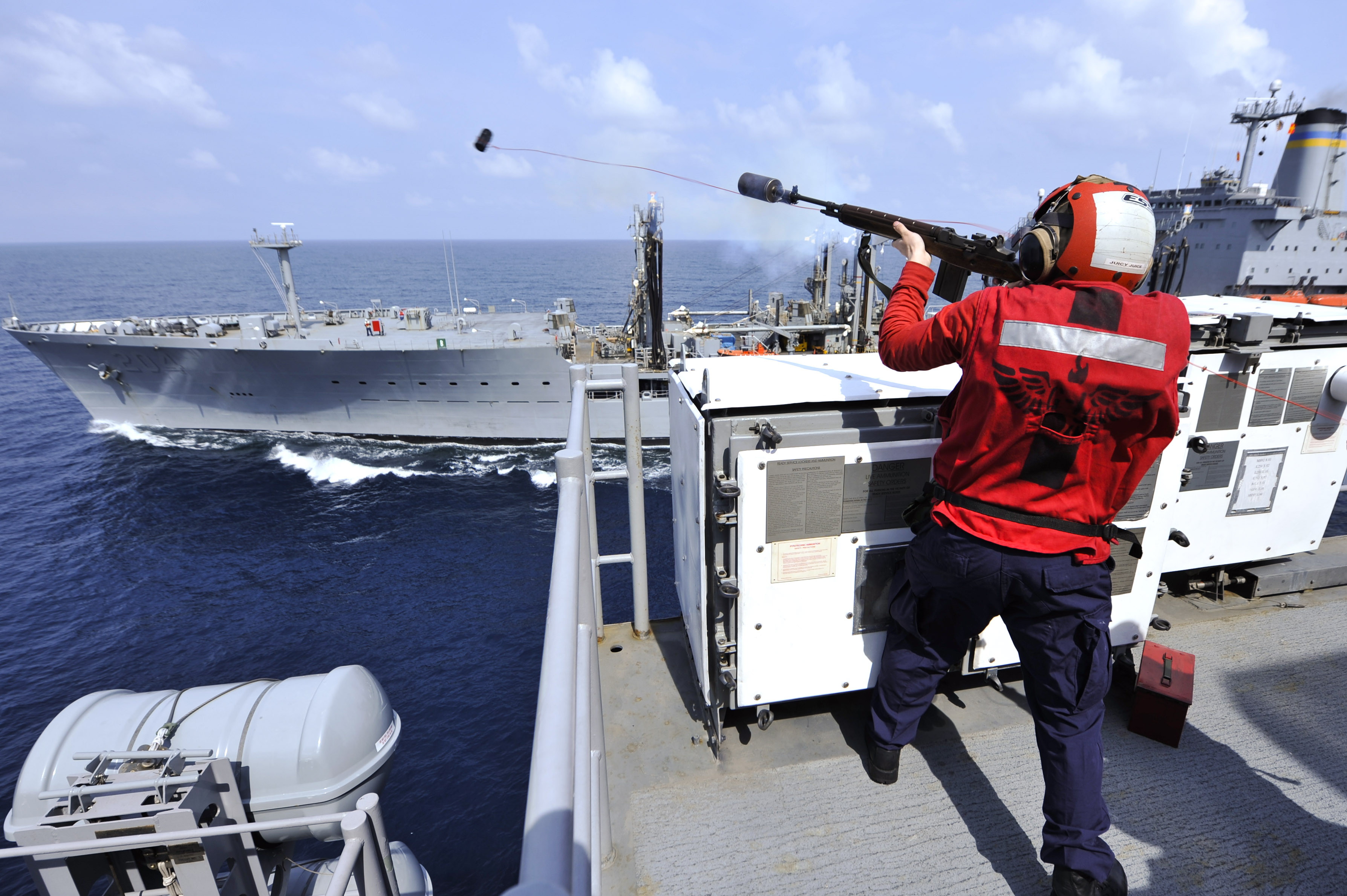
Матрос метает линь с одного корабля ВМС США на другой

Линемета́тель (линемёт) — ручное метательное устройство, предназначенное для заброски линя с плавсредства (или гидросамолёта) на берег, или с одного плавсредства на другое на расстояние 300—350 метров. С помощью заброшенного линя может быть заведён швартов или буксировочный трос. В последние десятилетия линеметатели включаются в аварийные комплекты спасательных судов и кораблей обеспечения для швартовки в условиях открытого моря.
Аварийный линеметатель как правило состоит из пистолета, патрона, ракеты и, собственно, линя, упакованного в ящик. В российских моделях линеметателей в качестве линя используется капроновый шнур длиной около 400 метров и окружностью 12 мм. При подготовке к выстрелу угол возвышения берётся примерно 10—15°; во время прицеливания необходимо принимать во внимание также поправку на ветер. После выстрела из пистолета патрон сообщает ракете определённую начальную скорость, одновременно инициируя её заряд.